# George Enescu Festival
George Enescu Internationale Festival og Konkurrence, afholdt til ære for den berømte rumænske komponist George Enescu, er den største festival for klassisk musik og klassiske internationale konkurrence afholdt i Rumænien og en af de største i Østeuropa. Enescus nære kollega George Georgescu organiserede den første festival i 1958; højdepunkter inkluderede en opførelse af Bachs Koncert for To Violiner med Yehudi Menuhin og David Oistrakh som solister og opsætning af Enescus opera, Œdipe med Constantin Silvestri som dirigent.
Den 18. udgave af festivalen, 1.-23. september 2007, blev placeret under protektion af Rumæniens præsident og var arrangeret af den rumænske regering.
Festivalen afholdes hvert andet år.